# Die Matrosen von Cattaro
Die Matrosen von Cattaro. Ein Schauspiel ist ein Drama von Friedrich Wolf aus dem Jahr 1930. Die Uraufführung fand am 8. November 1930 an der Volksbühne in Berlin statt.

## Inhalt

### Erstes Bild
Handlungsort: Matrosenlogis des Kreuzers „St. Georg“
Die Handlung setzt am 20. Januar 1918 ein. Matrosen der St. Georg und Mate Bernicevic, ein Geschützmeister vom Schiff „Gaea“, unterhalten sich über die angespannte soziale Lage in ihrer österreichisch-ungarischen Heimat und die Friedensverhandlungen in Brest-Litowsk. Die Truppe ist unzufrieden, der Heizer Sepp Kriz spricht sogar vom Desertieren. In diesem Moment kehrt der Maat Franz Rasch zusammen mit dem Fliegermaat und Funker Stonawski von einem Fronturlaub zurück. Er berichtet den Männern von Streiks und der Versenkung eines Schiffes der Flotte. Außerdem legt er ihnen eine Ausgabe der Arbeiter-Zeitung vor. Die Männer setzen daraufhin eine Resolution auf, die sich an die Matrosen anderer Schiffe, auf denen eine ähnliche Stimmung herrscht, richtet. Die Matrosen fordern darin Frieden und Entmilitarisierung, den Achtstundentag für die Arbeiter in der Heimat und eine bessere Versorgung für sich selbst. Ein Leutnant tritt hinzu, verweist Stonawski der Stube, beleidigt Mate und spricht Disziplinarstrafen aus. Zudem fällt ihm die Zeitung in die Hände.

### Zweites Bild
Handlungsort: Vorderdeck der „St. Georg“
Die Backschaft von Franz Rasch muss auf dem Deck Strafdienst versehen, er selbst beaufsichtigt sie und spricht zum Schein Kommandos aus, um beim Leutnant keinen Verdacht zu erregen. Die Erregung der Männer steigert sich, als der Heizer Kuddel Huck erwähnt, dass die ganze Fleischration der Mannschaft von den Offizieren für eine Feier beansprucht wird. Der Leutnant tritt hinzu, beschimpft die Männer erneut und äußert sich feindselig gegenüber den nichtösterreichischen Reichsteilen. Außerdem findet er beim Deckmatrosen Anton Toni Grabar die Resolution und schickt diesen in Arrest. Einem hinzukommenden Fregattenkapitän händigt er das Schriftstück aus, dieser fordert aber eine „psychologische“ und insbesondere geräuscharme Herangehensweise. Als sich die Offiziere und Franz mit Toni entfernt haben, tritt Stonawski mit der Nachricht auf, dass die Besatzungen anderer Schiffe die Resolution angenommen haben.

### Drittes Bild
Handlungsort: Kartenhaus auf der Kommandobrücke
Der Leutnant gibt sich gegenüber dem Fähnrich Sesan jovial und möchte diesen überreden, sich auch bei der Geburtstagsfeier des Fregattenkapitäns einzufinden. Anspielungen Sesans, er würde wegen seiner dalmatischen Herkunft bei Beförderungen übergangen, weist der Offizier ebenso zurück wie sein Verständnis für die Resolution. Der Fregattenkapitän tritt auf und erwähnt, dass auch auf der „Gaea“ eine ähnliche Bewegung existiert. Er hält aber an seiner bisherigen Vorgehensweise fest. Mehrere Matrosen kommen hinzu und beschweren sich, dass ihre Rationen für die Feierlichkeit verwendet werden. Der Fregattenkapitän stellt absichtlich Detailfragen dazu, auf die den Männern keine Antwort möglich ist, um sie als Lügner aussehen zu lassen. Er verwarnt die Mannschaftsmitglieder und tritt ab. Also Franz mit dem verhafteten Toni auftritt, gibt der Leutnant Befehl, diesen zu fesseln. Der Maat weigert sich und die Männer überwältigen den Offizier. Darauf erhalten sie Nachricht, dass alle Führungskräfte auf der „St. Georg“ sowie den anderen Schiffen ebenfalls von den Matrosen festgesetzt wurden. Zum Zeichen der Verständigung werden rote Fahnen gehisst. Den Beschluss, die Bucht zu verlassen, möchte Franz jedoch einem Ausschuss überlassen, obwohl auch der hinzukommende Stonawski eindringlich dafür stimmt. Als der Geschützmeister Jerko Sisgoric bemerkt, dass die Küstenbatterie von Zelenika auf die „St. Georg“ ausgerichtet wird, senden die Männer einen Funkspruch, indem sie zur Solidarität aufrufen, andernfalls aber die Erwiderung des Feuers ankündigen.

### Viertes Bild
Handlungsort: Kartenhaus auf dem „St. Georg“
Der nächste Morgen ist angebrochen. Die Männer warten vergeblich auf Mitteilung, ob sich das Geschwader in Pola ihnen anschließt oder gegen sie vorgeht. Letztlich bricht auch der Funkkontakt ab. Einige Männer, unter ihnen Stonawski, sprechen sich für eine Ausfahrt der „St. Georg“ aus. Sepp und Sesan warnen davor, dass deutsche U-Boote den Hafen blockieren könnten. Franz, der innerlich auch für die Abfahrt ist, verhindert es aber, da sich die Mehrheit der Vertrauensmänner dagegen ausgesprochen hat. Insbesondere Kuddel ist wütend auf Franz. Als der Torpedozerstörer „Csepel“ die rote Fahne einholt und abfahren möchte, wird er mit einem Warnschuss zurückgerufen. Die „Rudolf“ will einlaufen, um den Matrosen zur Hilfe zu eilen, zugleich schießt aber auch die Batterie von Zelenika. Stonawski möchte zur Hebung der Motivation die Meldung verbreiten, dass das Geschwader aus Pola zur Hilfe der Revoltierenden unterwegs ist, Franz unterbindet diesen Trick aber. Sesan schlägt vor, dass Stonawski von seinem Flugzeug aus, Flugblätter abwirft, Franz verlangt aber seine Anwesenheit auf dem Schiff, da er Vertrauensmann ist. Jerko teilt Franz mit, dass die Offiziere ihn zu sprechen wünschen.

### Fünftes Bild
Handlungsort: Das Kartenhaus
Stonawski ist mit der Entscheidung des Rates, die eine Heimkehr der Übervierzigjährigen und Kinderreichen vorsieht, unzufrieden. Kuddel drängt hingegen auf die Heimkehr, da den Männern seitens der Militärführung ein Ultimatum gestellt worden ist. Nach dessen Ablauf soll die Batterie sie unter Beschuss nehmen. Franz fordert eine Fristverlängerung und bringt den Plan, Stonawski solle von seinem Flugzeug Proklamationen abwerfen, wieder zur Sprache. Außerdem möchte er das Schiff drehen lassen, sodass die Offizierskabinen in Schussrichtung der Batterie liegen. Der Fregattenkapitän kommt hinzu und nimmt Franz’ Beschlüsse zur Kenntnis. Er möchte diese aber nicht an die anderen Offiziere weitergeben, sondern den Männern ihre Aktion mit Verweis auf die Batterie ausreden. Die Mehrheit stellt sich gegen ihn, jedoch fährt nun das Geschwader aus Pola ein. Auf mehreren Schiffen werden die roten Flaggen gesenkt.

### Sechstes Bild
Handlungsort: Vorderdeck der „St. Georg“
Der Morgen des 3. Februar ist angebrochen, das verlängerte Ultimatum läuft um zehn Uhr ab. Aufgrund des Nebels sind die örtlichen Verhältnisse schwer überschaubar. Die Mannschaft der „Gaea“, auf der ebenso wie auf der „Zyklop“ und der „Rudolf“ die rote Flagge noch weht, fordert zur Ausfahrt auf. Franz ist aufgebracht, da die Offiziere in den Gängen mit den Mannschaften reden. Außerdem meldet Mate, dass die „Franz Josef“ den Hafen unbemerkt verlassen hat. Der Fregattenkapitän und ein Offizier von der „Erzherzog Karl“ treten mit mehreren Matrosen der „St. Georg“ auf, darunter Toni, Alois und Kuddel. Der Offizier teilt mit, dass eine Annahme der Resolution aufgrund der unklaren Lage nicht möglich ist und das Ultimatum wie vereinbart abläuft. Der Fregattenkapitän versucht die Männer durch Versprechungen zur Aufgabe zu bewegen, was Kuddel und Alois befürworten. Sepp gibt sich unentschlossen und auch Toni schwankt zwischen seiner Loyalität zu Franz und dem Wunsch, seinen Sohn wieder zu sehen. Der Fregattenkapitän spielt auf den Matrosenrat an, beschuldigt Franz unterschwellig, einen Alleingang unternehmen zu wollen und fordert die Männer zur Abstimmung auf. Franz, Jerko und Mate sprechen sich für die Fortsetzung der Aktion aus, die anderen sind dagegen. Kuddel möchte die rote Fahne einholen, Franz hindert ihn jedoch aufgrund seiner bisherigen Feigheit daran. Toni senkt sie, woraufhin die österreichische Kriegsflagge gehisst wird. Der Offizier verhaftet Franz und lässt ihn § 157 des Militärstrafgesetzbuches über den Tatbestand der „Empörung“ zitieren. Diese wird bei geltendem Kriegsrecht mit dem Tod bestraft. Der Maat kündigt daraufhin an, dass die Aktion der Männer nur ein Vorbote für politische Umbrüche sein wird. Der überwältigte Toni schwenkt daraufhin die rote Flagge und ruft mehrmals den Namen seines Sohnes. Anschließend wird auch er verhaftet. Das Stück endet mit Franz’ Ankündigung an den Offizier, dass dies „erst der Anfang“ ist.

## Hintergrund und Entstehung
Das 1930 in Stuttgart entstandene und im selben Jahr veröffentlichte Stück basiert auf dem Matrosenaufstand von Cattaro aus dem Jahr 1918. Wolf selbst nannte jedoch die Ereignisse in Remscheid im Zusammenhang mit dem Ruhraufstand 1920 als konkrete Inspiration. Um die Zensur zu umgehen, wählte er den Matrosenaufstand als vordergründige Handlung. Das Stück wurde dennoch kurz nach dem Erscheinen verboten. Der Autor kritisierte im Zusammenhang mit seinem Werk auch, dass die linken Kräfte in Deutschland es trotz der Erfolge in den Jahren 1918 bis 1923 nicht vermochten, die politische Macht dauerhaft an sich zu bringen. Als Vorbild nannte er dagegen die „Matrosen von Kronstadt“.
Nach Ansicht des Theaterwissenschaftlers Wilfried Adling lag Wolfs Intention darin zu zeigen, dass das Erringen der Macht mitunter leichter ist als deren Erhalt. Er stellte das Stück über die thematisch verwandten Werke Feuer aus den Kesseln von Ernst Toller und Des Kaisers Kulis von Theodor Plievier.

## Ausgaben und Adaptionen
Die Matrosen von Cattaro wurde 1930 vom Internationalen Arbeiterverlag und dem Chronos Verlag herausgegeben. Dem folgten bis zum Ende des Zweiten Weltkrieges auch Veröffentlichungen in den USA, der Schweiz und der Sowjetunion. Zu den englischen und russischen Übersetzungen kamen später slowenische und kroatische Fassungen. In der DDR wurde das Werk über verschiedene Verlage vertrieben, vorwiegend von Reclam.
Martin Hellberg gab mit einer Inszenierung von Die Matrosen von Cattaro Anfang der 1930er Jahre sein Regiedebüt.
Unter der Regie von Helmut Hellstorff entstand in der DDR eine Hörspielfassung, die erstmals am 6. Oktober 1968 gesendet wurde. Als Sprecher waren u. a. Kurt Böwe und Johannes Maus beteiligt. Eine Hörbuchfassung erschien in der DDR als Schallplatte.
Am 4. November 1979 feierte die unter der Leitung von Fritz Bornemann gedrehte Verfilmung des Stoffes Premiere im 1. Programm des Fernsehens der DDR. Die Hauptrolle in der deutsch-jugoslawischen Koproduktion gab Ulrich Thein.
Anlässlich des 100. Jahrestages des Matrosenaufstandes wurde das Stück vom Theater und Orchester Neubrandenburg/Neustrelitz im Jahr 2018 inszeniert.